# Versmold
Versmold település Németországban, azon belül Észak-Rajna-Vesztfália tartományban. Lakosainak száma 22 242 fő (2023. december 31.). Versmold Harsewinkel, Sassenberg, Halle, Borgholzhausen, Dissen am Teutoburger Wald, Bad Rothenfelde és Bad Laer községekkel határos.

## Népesség
A település népességének változása:
| Lakosok száma | 18 623 | 21 472 | 21 468 | 21 829 | 22 274 | 22 242 |
|               | 1975   | 2017   | 2019   | 2021   | 2022   | 2023   |